# Мосхопотамос
Мосхопотамос (грч. Μοσχοπόταμος) је насељено место у општини Катерини у периферији Средишња Македонија, Грчка. Према попису из 2021. године било је 457 становника.
На попису из 1913. године Мосхопотамос је имао 1.412 житеља Грка. Село се раније звало Дреништа.